# 哈利法克斯縣 (維吉尼亞州)
哈利法克斯縣（英語：Halifax County）是美國維吉尼亞州南部的一個縣，南鄰北卡羅萊納州。面積2,149平方公里。根据美國2000年人口普查，共有人口37,355人。縣治哈利法克斯。
成立於1752年4月17日，縣名紀念第二代哈利法克斯伯爵。